# Gondrexange (Saar)
Der Gondrexange (französisch: Ruisseau de Gondrexange) ist ein Bach im Osten Frankreichs, der im Département Moselle der Region Grand Est südwestlich der Stadt Sarrebourg verläuft.

## Geographie

### Verlauf
Der Gondrexange entspringt im Regionalen Naturpark Lothringen unter dem Namen Ruisseau des Enfants im nördlichen Gemeindegebiet von Réchicourt-le-Château, entwässert mit einem Bogen über Süd generell Richtung Osten und mündet nach rund 19 Kilometern im Gemeindegebiet von Imling als linker Nebenfluss in die Saar.
Auf seinem Weg quert der Fluss im Oberlauf den See Étang de Gondrexange (Gunderchinger Weiher) und wird in diesem Bereich auch Grand Ruisseau genannt. In seinem weiteren Verlauf begleitet er wichtige Verkehrsverbindungen, wie die Bahnstrecke Paris–Strasbourg und die Nationalstraße N4, die er auch mehrfach quert, sowie den für die Schifffahrt ausgebauten Rhein-Marne-Kanal.

### Zuflüsse
(Reihenfolge in Fließrichtung)
- Ruisseau de l’Étang de Ketzing (rechts) 4,73 km
- Ruisseau le Neuf Étang (rechts) 6,93 km
- Ruisseau du Pont de Six Francs (links) 2,98 km
- Ruisseau du Fortier (links) 3,96 km
- Ruisseau d’Aspach (rechts) 10,47 km
- Ruisseau de Bebing (links) 3,85 km

### Durchquerte Gemeinden
(Reihenfolge in Fließrichtung)
- Réchicourt-le-Château
- Azoudange
- Gondrexange
- Hertzing
- Héming
- Xouaxange
- Imling

## Sehenswürdigkeiten
- Château de Romécourt, Schloss mit Ursprüngen aus dem 16. Jahrhundert im Quellgebiet bei Azoudange – Monument historique[5]